# Jašima (1896)
Jašima (japonsky 八島) byla bitevní loď typu predreadnought japonského císařského námořnictva. Společně se sesterskou lodí Fudži náležela k třídě Fudži. Byla jednou z šesti japonských bitevních lodí (Fudži, Jašima, Šikišima, Hacuse, Asahi a Mikasa), které tvořily hlavní námořní údernou sílu Japonska v rusko-japonské válce v letech 1904-1905. Kariéra Jašimy byla velmi krátká.

## Historie

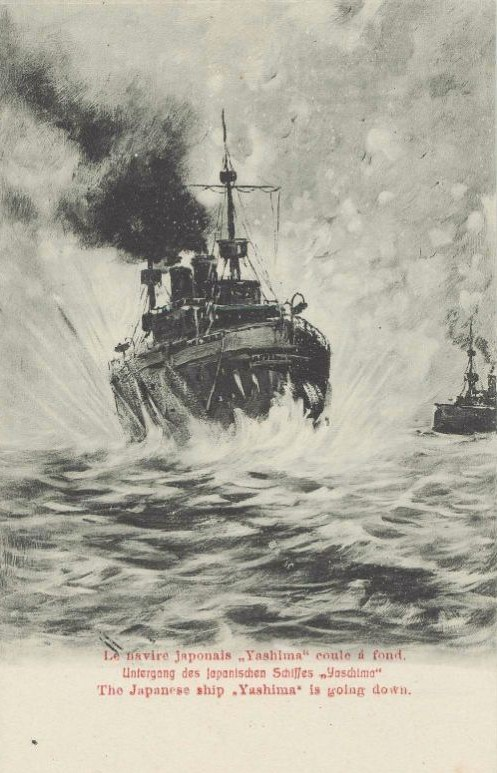
Potopení bitevní lodě Jašima na dobové pohlednici

Jašima a její sesterská loď Fudži byly první dvě japonské bitevní lodě. Protože samo Japonsko ještě nebylo schopno stavět velké, moderní válečné lodě, byla Jašima objednána v roce 1894 v britských loděnicích Armstrong, Mitchell & Co..
Jašima byla dodána v roce 1897 a po vypuknutí rusko-japonské války spadala pod velení kontradmirála Tokioki Našiby.
Dne 14. května 1904 admirál Našiba vyplul na moře s bitevními loděmi Hacuse (vlajková loď), Šikišima a Jašima, křižníkem Kasagi a kurýrním plavidlem Tacuta, aby pomohl japonským silám při blokádě přístavu Port Arthur. Ráno 15. května dorazila eskadra na vzdálenost 15 mil od Port Arthuru. Zde Našiba nařídil křižovat severovýchodním směrem před vjezdem do přístavu. Tento kurs ho ale zavedl přímo do minového pole, které zde položila ruská minonoska Amur. Minové pole leželo dále od přístavu, než jak jeho polohu naplánoval velící ruský admirál Vitgeft, protože kapitán Amuru jeho rozkaz neuposlechl. Téměř současně bitevní lodě Hacuse a Jašima narazily na miny a Hacuse se okamžitě potopila přímo před zraky přihlížejících Rusů. Jašima se na hladině udržela ještě několik hodin, a tak se dokázala vzdálit z dohledu Port Arthuru, než se také potopila. Ztráta Jašimy byla více než rok japonským námořnictvem před veřejností utajována. Šlo o jednu z největších námořních ztrát, kterou Japonsko v této válce utrpělo – během jednoho okamžiku přišlo o třetinu svých nejmocnějších lodí.